# Зарождение (Краснодарский край)
Зарождение — посёлок в Динском районе Краснодарского края.
Входит в состав Мичуринского сельского поселения.

## География

### Улицы
- ул. Береговая,
- пер. Вишнёвый,
- ул. Заречная,
- ул. Крымская,
- ул. Курганная,
- ул. Набережная,
- ул. Садовая,
- ул. Солнечная,
- ул. Центральная.
- пер. Школьный,
- ул. Ялтинская[2].

## Образование
- Средняя общеобразовательная школа № 25
- Детский сад № 25

## Сельское хозяйство
- Искусственное зарыбление реки Кочеты

## Население
| 2002 | 2010 |
| ---- | ---- |
| 868  | ↘857 |

Всего 857 человек.
Мужчин — 399
Женщин — 458 (46,6/53,4 % соответственно) (ВПН-2010)